# Карплюк Володимир Андрійович
Карплюк Володимир Андрійович(нар. 2 серпня 1981, смт. Стрижавка Вінницька область) — український політик, лідер політичної партії «Нові Обличчя», колишній міський голова Ірпеня, голова Інвестиційної ради Ірпеня, співзасновник «Фонду відновлення Ірпеня».

## Біографія
У 2003 році закінчив Державний податковий університет. Очолював Студентський парламент Державного податкового університету. Навчався в аспірантурі та викладав в університеті, був методистом відділу виховної роботи.
У 2007-2010 та в 2011-2014 роках розвивав власний бізнес.
З 2010 по 2011 рік працював заступником Бучанського міського голови з економічних питань.

### Ірпінський міський голова 2014—2018 років
На позачергових виборах 26 жовтня 2014 року був обраний і до чергових місцевих виборів у жовтні 2015 року працював Ірпінським міським головою.
На чергових місцевих виборах 25 жовтня 2015 року був обраний і працював Ірпінським міським головою до серпня 2018 року.
За результатами чергових виборів Ірпінського міського голови у 2015 році свої голоси за його кандидатуру віддали понад 53 % виборців, у той час як його найближчий суперник отримав лише 10 %.
За три роки на посаді міського голови міста Ірпінь разом з командою однодумців Володимир Карплюк збільшив бюджет розвитку міста в 40 разів. Створено найбільшу кількість об'єктів інфраструктури в Україні (у співвідношенні до кількості жителів). Відроджено Парк письменників в Ірпені.

## Політична діяльність

### Політична партія «Нові Обличчя»
З 2012 року — Голова Політичної партії «Нові обличчя», яка має своїх депутатів у Київській області (Ірпінська міська рада, Бучанська міська рада, Вишнева міська рада, Гостомельська селищна рада, Бородянська селищна рада, Коцюбинська селищна рада). Партія «Нові Обличчя» також представлена Ірпінським міським головою Олександром Маркушиним та секретарем Коцюбинської селищної ради Юлією Главацькою.
За три роки Володимир Карплюк разом із командою партії «Нові Обличчя» зуміли відремонтувати в десятки разів більше доріг, ніж за усі роки незалежності в Ірпені. Побудовано 3 дитячі садочки, новий стадіон, відкрито Ірпінський ліцей інноваційних технологій, дитячий клуб «Дивосвіт», Центр для внутрішньо переміщених осіб, нову дитячу поліклініку, мамологічний центр, амбулаторії сімейної медицини, операційний блок травматологічного відділення в міській лікарні, у місті встановлено перші світлофори. В Ірпені активно працює Рада АТО та Агенція муніципального розвитку, фінансуються громадські проекти.
Протягом останніх років Ірпінь лідирує у сфері міжнародної діяльності. Співпраця Ірпеня та німецького міста Борна була визнана найкращою в рамках Україно-німецького партнерства міст-побратимів. Комісія з міжнародних зв'язків міста Мілвокі (США) ухвалила рішення про побратимство з Ірпенем.
У 2017 році Володимир Карплюк увійшов у двадцятку найпрогресивніших мерів України відповідно «Рейтингу українських мерів-інноваторів».

## Підприємницька діяльність

### Товариство «Відважних»
Володимир Карплюк разом із партнером Володимиром Співаком заснували будівельну компанію «Товариство Відважних».
З 2010 року колектив «Відважних» побудував 19 житлових комплексів, в яких вже проживає 10 тисяч мешканців.
Головною локацією діяльності компанії є столичне передмістя, міста Ірпінь та Буча. За участю компанії створювалися такі показові житлові комплекси, як ЖК Rich Town, «Варшавський Двір» та інші.
Найяскравішими самостійними проектами девелопера стали: CENTRAL HOUSE, «Burgundia», «Novator Irpin». Останній, до речі, було збудовано та введено в експлуатацію майже на рік раніше заявленого терміну..
У 2022 році компанія оголосила про старт ще одного нового проекту — житлового комплексу "River Port..

### Інвестиційна група «Molodist»
Інвестиційна група «Molodist» – компанія, яка поєднує в собі багаторічний досвід будівництва, досконалі архітектурні рішення та унікальні технології проєктування і створення нерухомості. На рахунку компанії десятки реалізованих  житлових  комплексів Ірпеня та Київщини, а також найкращі  інфраструктурні об’єкти та пам’ятки культури в  мальовничому Ірпені. 
Володимир Карплюк та Антон Мирончук – засновники компанії «Molodist», які мають багаторічний досвід у сфері нерухомості. Вони точно знають, що для того, аби створювати дійсно якісні ЖК, необхідно самостійно максимально зануритися у процес народження кожного комплексу – від вибору земельної ділянки до вручення ключів щасливим власникам квартир. 

## Громадська діяльність
Починаючи з 2000 року, Володимир Карплюк активно займається громадською роботою. Був членом Молодіжної ради при Київській обласній державній адміністрації та членом Громадської ради міста Ірпінь, головою ради молодіжних громадських організацій міста Буча, з 2018 року очолює Інвестиційну раду міста Ірпінь. Ініціював видання збірки поетичних творів про місто Ірпінь «Римований Ірпінь», започаткував проведення всеукраїнського пленеру художників «Намальований Ірпінь».
У 2010 році ініціював створення Всеукраїнської громадської організації «Нові обличчя». Був обраним її головою.

### Інвестиційна рада Ірпеня
З 2018 року — голова Інвестиційної ради Ірпеня.
У березні 2020 року як голова інвестиційної ради Ірпеня в пік пандемії коронавірусу, ініціював реконструкцію інфекційного відділення Ірпінської міської лікарні.

### Фонд відновлення Ірпеня
Після деокупації Ірпеня разом з Ірпінським міським головою Олександром Маркушиним та Народним депутатом України Сергієм Тарутою заснував громадську організацію «Фонд відновлення Ірпеня».
10 серпня 2022 року Володимир Карплюк очолив Київське обласне представництво Конфедерації будівельників України.
У січні 2023 року увійшов у «ТОП-8 представників бізнесу, які вкладають у відбудову Київщини після деокупації» згідно рейтингу інтернет-видання «BigKyiv».

### Irpin Reconstruction Summit
У квітні 2022 року, коли понад 70% Ірпеня було зруйновано, голова інвестиційної ради Ірпеня Володимир Карплюк закликав всіх бажаючих долучитися до планування відновлення міста. Понад 200 фахівців-проєктантів та архітекторів з України та світу приєдналися до ініціативи "Irpin Reconstruction Summit".  Протягом року команда залучила 1 млн. євро від португальського міста Кашкайш (по 500 тис. євро для Ірпеня та Бучі) та 700 тис. доларів від італійського Фонду "Terre des hommes" для відновлення житлового фонду Ірпінської громади.  Також команда IRS розробила проектно-архітектурні пропозиції щодо реконструкції та відбудови соціальних об'єктів інфраструктури , і у серпні 2023 року передала їхні розробки громаді Ірпеня. 

## Літературно-мистецька діяльність

### Літературна премія Ірпеня
У 2020 році Карплюк ініціював всеукраїнську літературну премію «Літературна премія Ірпеня». Це щорічна всеукраїнська премія у галузі літератури, заснована 2020 року товариством «Відважних» (співзасновник Володимир Карплюк) та Інвестиційною радою Ірпеня (Карплюк очолює Інвестиційну раду Ірпеня). Завдання премії — пошук нових авторів із метою їх мотивації до подальшої творчості. Премія має три номінації: проза, поезія та спеціальна премія література для дітей (саме в Ірпені жив письменник, автор «Пригод Незнайка» Микола Носов). На розгляд журі премії приймаються невидані раніше рукописи авторів, які дотепер не видавали жодної книги, але публікували свої твори в колективних збірках чи антологіях. Вік та географія претендентів на отримання премії необмежений.
З нагоди 30-ї річниці створення Національної спілки письменників України голова Інвестиційної ради Ірпеня Володимир Карплюк оголосив про встановлення додаткової номінації Літературної премії Ірпеня — за вже видані книги українських авторів додатковим преміальним фондом 150 000 гривень. Таким чином, загальний преміальний фонд Літературної премії Ірпеня склав 310 000 гривень.

## Відеопроекти
Володимир Карплюк є автором та ведучим трьох відеопроектів: «Це бізнес, Ірпінь!», «Ірпінь розумний» та «Чесна Відбудова» .

### Програма «Це бізнес, Ірпінь!»
«Це бізнес, Ірпінь!» авторська програма Володимира Карплюка про малий та середній бізнес та найбільших платників податків міста Ірпінь. Гостем прем'єрного випуску став СЕО ірпінської компанії «Ecosoft» Андрій Мітченко. .

### Ірпінь Розумуний
Авторська програма «Ірпінь Розумний» — це «програма для тих, хто вміє і хоче думати». Мета програми — розповісти правду про спроби політиків та олігархів «нагнути» Ірпінь і змусити команду «Нові Обличчя» платити данину. В програмі Володимир Карплюк розповідає, чому активісти в Ірпені є фігурантами корупційних скандалів, хто на кого працює і хто кому й за що дає гроші в місті Ірпінь..

### Чесна Відбудова
Новий відеопроєкт «Чесна відбудова», у якому Володимир Карплюк розповість про реальну вартість будівництва нового житла для мешканців Ірпінської громади, постраждалої від російської агресії..

## Балотування
У 2006 році він балотувався до парламенту від маловідомої партії «Третя сила».
На посаду міського голови Ірпеня Володимир Карплюк балотувався тричі. Вперше він програв вибори 2010 року, коли його підтримував на цю посаду як кандидата [Архівовано 5 грудня 2019 у Wayback Machine.] Петро Мельник. Після чого влаштувався на роботу на посаду заступника Бучанського міського голови з економічних питань (2010 по 2011 рік).
Балотувався у народні депутати від Києво-Святошинського району та Приірпіння (95 округ, Київська область) як самовисуванець (2019 рік) [Архівовано 4 листопада 2019 у Wayback Machine.].

## Скандали
Карплюк у 2008 році був присутній на конференції Партії регіонів. [Архівовано 26 жовтня 2019 у Wayback Machine.] Свій зв'язок з Мельником Карплюк згодом заперечував і подав до суду на журналістку Руху ЧЕСНО Ірину Федорів. Справу політик програв, оскільки його зв'язок з Мельником суд визнав оціночним судженням. [Архівовано 5 грудня 2019 у Wayback Machine.]
Окрім цього Карплюк був помічником нардепа Андрія Пінчука, [Архівовано 19 травня 2018 у Wayback Machine.] який очолював Союз молоді «Партії регіонів».
Представники Центру протидії корупції [Архівовано 19 травня 2018 у Wayback Machine.] виявили низку фактів шахрайства у Бучанській міській раді. У Бучі відбувалася приватизації ділянок на підставних осіб з подальшим перепродажем особам, які тісно пов'язані з посадовцями Бучацької ради, а саме з мером Бучі Анатолієм Федоруком та Володимиром Карплюком, які вели спільний бізнес та фактично контролювали будівництво житлових комплексів у м. Буча. З посади заступника мера Бучі Карплюк пішов після того, як на будівництві сталася трагедія [Архівовано 19 травня 2018 у Wayback Machine.] — загинула людина.
Виборцям селища Коцюбинське Карплюк, за якого регіон активно забудовується, обіцяв дитячі садки. [Архівовано 8 жовтня 2019 у Wayback Machine.] З 2014 року і до того, як Карплюк звільнився з посади, так і не з'явилося в громади жодного садка.
У 2017 році Володимир Карплюк увійшов у двадцятку найпрогресивніших мерів України відповідно «Рейтингу українських мерів-інноваторів». Тоді цей вибір журі гостро розкритикували журналісти та блогери «Української правди» [Архівовано 5 грудня 2019 у Wayback Machine.]. На їхню думку, у 20-ці мерів інноваторів не мало бути фігуранта антикорупційних розслідувань Володимира Карплюка. До топ-5 мерів-інноваторів Карплюк так і не потрапив.
Володимир Карплюк є фігурантом антикорупційних розслідувань. Прокурор Київської області вручав Карплюку кілька підозр. [Архівовано 4 листопада 2019 у Wayback Machine.]
Низка журналістських розслідувань свідчить про те, що в Приірпінні незаконно знищуються зелені зони, які забудовуються висотками. Будівельні фірми, які ведуть будівництво, пов'язані з партією Карплюка «Нові обличчя».
З 2018 року — голова Інвестиційної ради Ірпеня. Мешканці Приірпіння твердять [Архівовано 5 грудня 2019 у Wayback Machine.], що таке позиціонування Карплюку зробила його депутатська більшість після того, як він склав повноваження мера перед парламентськими виборами, аби продовжувати піаритися за бюджетний кошт і не звітувати перед громадою за негативні управлінські наслідки його команди. Після свого звільнення з посади Карплюк продовжував піаритися [Архівовано 5 грудня 2019 у Wayback Machine.] на відкритті школи, яку збудували бюджетним коштом. Після урочистого відкриття меблі з класів забрали і діти ще кілька перших тижнів не мали де навчатися.
У 2010 році ініціював створення Всеукраїнської громадської організації «Нові обличчя». Був обраним її головою. У регіоні політики використовують цю громадську організаці для того, щоб перед виборами роботи, які проводяться за бюждетні кошти [Архівовано 5 грудня 2019 у Wayback Machine.], піарили партію «Нові обличчя». Так у виборців складається враження, що роботи проводяться не бюджетним коштом, а коштом ГО «Нові обличчя» або політиків. Це громадський сектор вважає бюджетною гречкою.
З 2012 року — Голова Політичної партії «Нові обличчя», яка сформувалася з людей команди [Архівовано 31 жовтня 2021 у Wayback Machine.] Леоніда Черговецького, Сандея Аделаджі та дерибанників зелених зон. Партію станом на 2019 рік майже ніхто з членів фінансово не підтримує [Архівовано 22 червня 2019 у Wayback Machine.], про що свідчать фінансові звіти таким чином рівень партбудівництва практично відсутній. Навіть на виборах 2019 року Володимир Каплюк балотувався як самовисуванець.
Балотуючись на пост мера Ірпеня, ще до введення електронного декларування, задекларував рекордну на той час кількість квартир — 67. Згодом Карплюк декларував нерухомість в Польщі та ділянку в Нацпарку «Голосіївський». Але згодом рекорд Карплюка побив його однопартієць, депутат Ірпінської міської ради Ігор Оверко. Він задекларував вже 586 (!) квартир. Ще один депутат міської ради Ігор Вишняков, якого Карплюк рекламував інвесторам як надійного забудовника, залишив недобудови і втік з міста. Тепер люди залишилися без житла. [Архівовано 24 жовтня 2019 у Wayback Machine.]
Тітушка, який охороняв забудову ще одного члена команди Карплюка, скоїв напад на голову Коцюбинської ТВК [Архівовано 4 листопада 2019 у Wayback Machine.], яка в судах відстоювала волевиявлення громадян, що було не на користь партійця «Нових облич».
Активістів, які протидіють забудовникам в регіоні й захищають зелені зони б'ють, їм палять машини і поліція не може роками покарати винних. Генеральний прокурор порівняв Приірпіння з гангстерським Чикаго й наголосив на тому, що сотні справ у райвідділку поліції просто закриваються. При цьому мер міста Чикаго (США) привітав Ірпінь з Днем міста [Архівовано 14 квітня 2021 у Wayback Machine.].
Під час вручення другої підозри прокурором Київської області Карплюк втік із приміщення. До того, як політику вручили підозри відбулися обшуки в його будинку та в будинку його кума екс-регіонала і мера Бучі Анатолія Федорука. Карплюк втік за кілька годин до початку обшуків з країни й не попередив про обшуки свого кума, який залишився вдома. Карплюк згодом наголосив на тому, що вони з мером Бучі не можуть бути кумами, бо він не вірить в Бога.
Після свого повернення Карплюк оголосив про те, що пікетуватиме приміщення прокуратури Київської області протягом місяця. Пікет не протримався і дня. Депутати Ірпінської ради від «Нових облич» назвалися активістами та прикували себе до турнікетів, ставши на захист Карплюка.
Рух «ЧЕСНО» надрукував статтю про те, що партія Карплюка «Нові обличчя» є загрозою для Києва і Київщини. У команді політика є люди Сандея Аделаджі [Архівовано 31 жовтня 2021 у Wayback Machine.], зокрема й пастори, які відповідали за організацію поїздок на «Антимайдан».
Під час перших кількох років перебування на посаді, Карплюк сумарно провів у відпустці майже півроку [Архівовано 22 червня 2019 у Wayback Machine.]. У цей же період політику нараховувалися премії до зарплати [Архівовано 4 листопада 2019 у Wayback Machine.]. Заступники Карплюка підписували договори з ФОП-ом-мерцем [Архівовано 5 червня 2019 у Wayback Machine.], на якого йшли мільйони з бюджету міста. Рух по цих справах також зупинився після того, як Карплюк пішов з посади.
Тим часом після того, як Карплюк став мером Ірпеня, у школах скасували безкоштовне харчування для дітей. Групи подовженого дня стали платними. Мешканці регіону подали позов до суду на такі дії влади. [Архівовано 4 листопада 2019 у Wayback Machine.]
Журналісти відзначають співпрацю Карплюка з лідером партії «Основа» Сергієм Тарутою, який у 2019 році наголосив, що на вибори йде спільно з «Батьківщиною». Також зафіксовані випадки співпраці безпосередньо з партією «Батьківщина».
Також Карплюк може мати відношення до секти «АллатРа», яка виправдовувала російську агресію проти України.

### Кримінальне провадження
27 листопада 2023 року ексмер Ірпеня Володимир Карплюк постав перед судом за справу про розкрадання бюджетних коштів. У 2016 році він підписав договір підряду з комунальним підприємством "Ірпіньжилінвестбуд" на проєктування парку "Центральний" в Ірпені. При тому, що парк на той момент уже був побудований. Його судять за ч. 4 ст. 191 КК (розтрата майна шляхом зловживання службовою особою своїм службовим становищем). За попередню змову і масштаби розкрадання, Карплюку загрожує від 5 до 8 років позбавлення волі.